# Лама-Моконьо
Лама-Моконьо (італ. Lama Mocogno) — муніципалітет в Італії, у регіоні Емілія-Романья,  провінція Модена.
Лама-Моконьо розташована на відстані близько 310 км на північний захід від Рима, 55 км на південний захід від Болоньї, 45 км на південь від Модени.

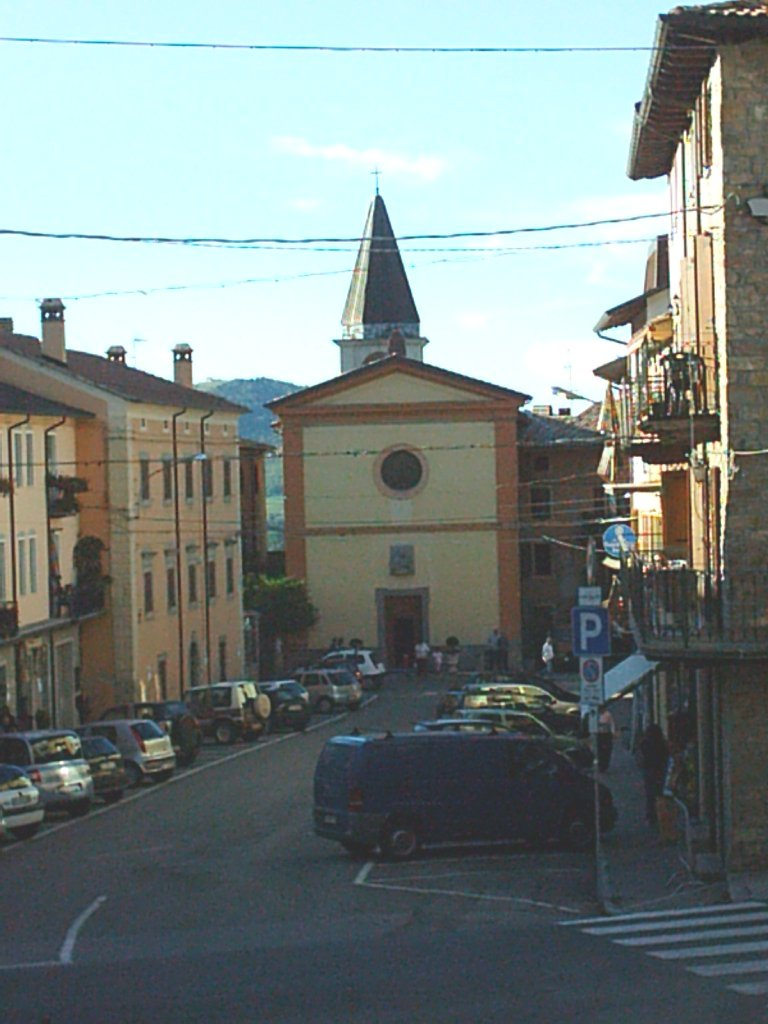

Населення — 2783 особи (2014).

## Демографія
Населення за роками:

Станом на 1 січня 2023 року в муніципалітеті офіційно проживало 198 іноземців з 26 країн, серед них 55 громадян країн Євросоюзу та 8 громадян України.

## Сусідні муніципалітети
- Монтекрето
- Палагано
- Павулло-нель-Фриньяно
- Полінаго
- Ріолунато